# Billie Jean King Cup
La Billie Jean King Cup (o BJK Cup) és la competició per equips més important del tennis en categoria femenina, i és l'equivalent femení a la Copa Davis.
La competició es va crear amb el nom de Copa Federació de tennis l'any 1963 per commemorar el 50è aniversari de la International Tennis Federation (ITF), organitzadora del torneig. Va canviar de nom l'any 1995 per Fed Cup, fins a l'any 2020, que va adquirir el nom actual en honor de l'extennista Billie Jean King.

## Història
La tennista Hazel Hotchkiss Wightman va proposar l'any 1919 la creació d'un esdeveniment tennístic femení entre nacions. La idea fou rebutjada i en el seu lloc es va presentar un trofeu l'any 1923 que enfrontrava els Estats Units i la Gran Bretanya anualment. Ja l'any 1962, Mary Hardwick Hare va tornar a presentar aquesta idea a la Federació Internacional de Tennis (ITF) però adaptant-la al format de la Copa Davis masculina, de forma que es disputés en una setmana i en un escenari diferent cada any. Aquests canvis van convèncer la ITF i l'any 1963 es va presentar la Copa Federació aprofitant la celebració del seu 50è aniversari.
En l'edició inaugural es va celebrar al Queen's Club de Londres, hi van participar setze països amb totes les millors tennistes del moment i l'equip estatunidenc en va ser el vencedor. Inicialment no comportava cap premi econòmic i totes les despeses anaven a càrrec de cada país. Posteriorment van començar a entrar patrocinadors en l'esdeveniment i això va atraure la participació de molts més països. Per tal d'augment el prestigi del trofeu, la ITF va obligar a cada país organitzador, poder disposar d'un complex tennístic adequat per la cita. El creixement de països participants fou espectacular i l'any 1994 hi van participar 73 equips. Això va provocar una reestructuració de l'esdeveniment, i l'any 1992 es van crear unes competicions de qualificació regionals. El 1995 es va adoptar un nou format més reduït igual que la Copa Davis i les eliminatòries es jugaven amb el sistema home-and-away (un enfrontament a casa i el següent a fora). Des del 1995, es van afegir diversos canvis en el format fins a l'any 2005, que es van crear el Grup Mundial I (Nation World Group I) amb els vuit millors països i el Grup Mundial II (World Group II) amb els vuit següents.

## Format
La Copa Federació està estructurada des del 2005 en forma de nivells o divisions amb ascensos i descensos entre ells. En la part superior hi ha el Grup Mundial I (World Group I), seguidament hi ha el Grup Mundial II (World Group II) i en la part inferior hi ha els grups regionals dividits en tres zones: Amèrica, Europa/Àfrica i Àsia/Oceania. El Grup Mundial I està format pels vuit millors països i són els que competeixen en el playoff pel títol. Els quatre països que accedeixen a semifinals també s'asseguren la permanència en el grup per disputar el títol en la següent edició. Paral·lelament, els vuit equips del Grup Mundial II juguen únicament un partit eliminatori. Posteriorment, els quatre països vencedors d'aquests partits disputen el Playoff Grup Mundial I juntament amb els quatre països que perden en la primera ronda del Grup Mundial I, amb l'objectiu de decidir l'ascens al Grup Mundial I o descens al Grup Mundial II.
Les tres zones estan dividides en grups regionals segons la quantitat de països participants. En la zona Europa/Àfrica hi ha tres grups i les altres dues zones en tenen dos. Per decidir l'ascens i la permanència al Grup Mundial II, els dos millors equips de la zona Europa/Àfrica i els campions de la zona Amèrica i Àsia/Oceania accedeixen al Playoff Grup Mundial II amb els perdedors dels partits del Grup Mundial II. En cada grup regional, els països es divideixen en grups i disputen els partits amb el format Round Robin. Els sistema d'ascensos i descensos entre aquests grups difereix en cada edició segons la quantitat d'equips que hi participen.
Abans de realitzar el sorteig per decidir el quadre final en el Grup Mundial I i les eliminatòries del Grup Mundial II, el Comitè de la Copa Federació escull els quatre països caps de sèrie de cada grup a partir de la classificació ITF Fed Cup Nations Ranking.
Les eliminatòries dels Grups Mundials I i II es juguen al màxim de cinc partits durant dos dies. Cada equip està format per dues tennistes que s'enfronten individualment. El primer dia es disputen dos partits, i el segon, els altres dos enfrontaments. Si és necessari, finalment es juga un cinquè partit de dobles. La primera eliminatòria es disputa a principis d'any amb el sistema un enfrontament a casa i el següent a fora (home-and-away). És a dir, si l'enfrontament entre dos països es fa en el primer país, la següent ocasió que es tornin a trobar, l'eliminatòria es disputarà en el segon país. Les semifinals i la final també es disputen en aquest sistema durant el juliol i el setembre respectivament. Aquest sistema també s'utilitza en els playoffs per accedir als dos grups mundials i es disputen també al mes de juliol. El país amfitrió de l'enfrontament pot escollir el tipus de superfície on es disputen els partits.
Les eliminatòries del grups regionals es juguen al màxim de tres partits, dos individuals i un de dobles. Tots els partits es disputen en una sola seu per cada zona amb el format round robin. Els partits es disputen durant la primera meitat de l'any perquè els països vencedors puguin disputar les eliminatòries del Playoff Grup Mundial II durant la segona meitat. Tant les seus com les dates d'aquests partits són escollides pel Comitè de la Copa Federació.
| Nivell | Grups | Grups                         | Grups                             |
| ------ | --- | ----------------------------- | --------------------------------- |
| 1      | Grup Mundial I 8 països | Grup Mundial I 8 països       | Grup Mundial I 8 països           |
|        | Playoff Grup Mundial I 4 països del Grup Mundial I + 4 països del Grup Mundial II                                                                                    |                               |                                   |
| 2      | Grup Mundial II 8 països | Grup Mundial II 8 països      | Grup Mundial II 8 països          |
|        | Playoff Grup Mundial II 4 països del Grup Mundial II + 2 països del Grup 1 Zona Europa/Àfrica + 1 país del Grup 1 Zona Amèrica + 1 país del Grup 1 Zona Àsia/Oceania |                               |                                   |
| 3      | Grup 1 Zona Europa/Àfrica 15 països | Grup 1 Zona Amèrica 6 països  | Grup 1 Zona Àsia/Oceania 8 països |
| 4      | Grup 2 Zona Europa/Àfrica 7 països | Grup 2 Zona Amèrica 12 països | Grup 2 Zona Àsia/Oceania 4 països |
| 5      | Grup 3 Zona Europa/Àfrica 15 països |                               |                                   |

## Palmarès
| Any                  | Campió             | Resultat | Finalista      | Ciutat                          | Recinte                         | Superfície       |
| -------------------- | ------------------ | -------- | -------------- | ------------------------------- | ------------------------------- | ---------------- |
| Federation Cup       |                    |          |                |                                 |                                 |                  |
| 1963                 | Estats Units       | 2 − 1    | Austràlia      | Londres, Regne Unit             | Queen's Club                    | Herba            |
| 1964                 | Austràlia          | 2 − 1    | Estats Units   | Filadèlfia, EUA                 | Germantown Cricket Club         | Herba            |
| 1965                 | Austràlia (2)      | 2 − 1    | Estats Units   | Melbourne, Austràlia            | Kooyong Club                    | Herba            |
| 1966                 | Estats Units (2)   | 3 − 0    | RFA            | Torí, Itàlia                    | Turin Press Sporting Club       | Terra batuda     |
| 1967                 | Estats Units (3)   | 2 − 0    | Regne Unit     | Berlín Oest, RFA                | Blau-Weiss T.C.                 | Terra batuda     |
| 1968                 | Austràlia (3)      | 3 − 0    | Països Baixos  | París, França                   | Stade Roland Garros             | Terra batuda     |
| 1969                 | Estats Units (4)   | 2 − 1    | Austràlia      | Atenes, Grècia                  | Athens Tennis Club              | Terra batuda     |
| 1970                 | Austràlia (4)      | 3 − 0    | RFA            | Friburg, RFA                    | Freiburg T.C.                   | Terra batuda     |
| 1971                 | Austràlia (5)      | 3 − 0    | Regne Unit     | Perth, Austràlia                | Royal King's Park T.C.          | Herba            |
| 1972                 | Sud-àfrica         | 2 − 1    | Regne Unit     | Johannesburg, Sud-àfrica        | Ellis Park                      | Dura             |
| 1973                 | Austràlia (6)      | 3 − 0    | Sud-àfrica     | Bad Homburg, RFA                | Bad Homburg T.C.                | Terra batuda     |
| 1974                 | Austràlia (7)      | 2 − 1    | Estats Units   | Nàpols, Itàlia                  | Naples T.C.                     | Terra batuda     |
| 1975                 | Txecoslovàquia     | 3 − 0    | Austràlia      | Ais de Provença, França         | Aixoise C.C.                    | Terra batuda     |
| 1976                 | Estats Units (5)   | 2 − 1    | Austràlia      | Filadèlfia, EUA                 | The Spectrum                    | Moqueta (i)      |
| 1977                 | Estats Units (6)   | 2 − 1    | Austràlia      | Eastbourne, Regne Unit          | Devonshire Park                 | Herba            |
| 1978                 | Estats Units (7)   | 2 − 1    | Austràlia      | Melbourne, Austràlia            | Kooyong Club                    | Herba            |
| 1979                 | Estats Units (8)   | 3 − 0    | Austràlia      | Madrid, Espanya                 | RSHE Club Campo                 | Terra batuda     |
| 1980                 | Estats Units (9)   | 3 − 0    | Austràlia      | Berlín Oest, RFA                | Rot-Weiss Tennis Club           | Terra batuda     |
| 1981                 | Estats Units (10)  | 3 − 0    | Regne Unit     | Tòquio (Japó)                   | Tamagawa-en Racquet Club        | Terra batuda     |
| 1982                 | Estats Units (11)  | 3 − 0    | RFA            | Santa Clara, EUA                | Decathlon Club                  | Herba            |
| 1983                 | Txecoslovàquia (2) | 2 − 1    | RFA            | Zúric, Suïssa                   | Albisguetli T.C.                | Terra batuda     |
| 1984                 | Txecoslovàquia (3) | 2 − 1    | Austràlia      | Sao Paulo (Brasil)              | Pinheiros Sports Club           | Terra batuda     |
| 1985                 | Txecoslovàquia (4) | 2 − 1    | Estats Units   | Nagoya, Japó                    | Nagoya Green T.C.               | Herba            |
| 1986                 | Estats Units (12)  | 3 − 0    | Txecoslovàquia | Praga, Txecoslovàquia           | Stvanice Stadium                | Terra batuda     |
| 1987                 | RFA                | 2 − 1    | Estats Units   | Vancouver, Canadà               | Hollyburn C.C.                  | Herba            |
| 1988                 | Txecoslovàquia (5) | 2 − 1    | Unió Soviètica | Melbourne, Austràlia            | Flinders Park                   | Herba            |
| 1989                 | Estats Units (13)  | 3 − 0    | Espanya        | Tòquio, Japó                    | Ariake Forest Park Centre       | Herba            |
| 1990                 | Estats Units (14)  | 2 − 1    | Unió Soviètica | Atlanta, EUA                    | Peachtree W.O.T.                | Herba            |
| 1991                 | Espanya            | 2 − 1    | Estats Units   | Nottingham, Regne Unit          | Nottingham Tennis Centre        | Herba            |
| 1992                 | Alemanya (2)       | 2 − 1    | Espanya        | Frankfurt, Alemanya             | Waldstadion T.C                 | Terra batuda     |
| 1993                 | Espanya (2)        | 3 − 0    | Austràlia      | Frankfurt, Alemanya             | Waldstadion T.C                 | Terra batuda     |
| 1994                 | Espanya (3)        | 3 − 0    | Estats Units   | Frankfurt, Alemanya             | Waldstadion T.C                 | Terra batuda     |
| Fed Cup              |                    |          |                |                                 |                                 |                  |
| 1995                 | Espanya (4)        | 3 − 2    | Estats Units   | València, Espanya               | Valencia T.C.                   | Terra batuda     |
| 1996                 | Estats Units (15)  | 5 − 0    | Espanya        | Atlantic City, EUA              | Atlantic City Convention Center | Moqueta (i)      |
| 1997                 | França             | 4 − 1    | Països Baixos  | 's-Hertogenbosch, Països Baixos | Brabant Hall                    | Moqueta (i)      |
| 1998                 | Espanya (5)        | 3 − 2    | Suïssa         | Ginebra, Suïssa                 | Palexpo                         | Dura (i)         |
| 1999                 | Estats Units (16)  | 4 − 1    | Rússia         | Stanford, EUA                   | Taube Tennis Stadium            | Dura             |
| 2000                 | Estats Units (17)  | 5 − 0    | Espanya        | Las Vegas, EUA                  | Mandalay Bay Events Center      | Moqueta (i)      |
| 2001                 | Bèlgica            | 2 − 1    | Rússia         | Madrid, Espanya                 | Parque Ferial Juan Carlos I     | Terra batuda (i) |
| 2002                 | Eslovàquia         | 3 − 1    | Espanya        | Las Palmas, Espanya             | Palacio de Congresos            | Dura (i)         |
| 2003                 | França (2)         | 4 − 1    | Estats Units   | Moscou, Rússia                  | Olimpiski                       | Moqueta (i)      |
| 2004                 | Rússia             | 3 − 2    | França         | Moscou, Rússia                  | Ice Stadium Krylatskoe          | Moqueta (i)      |
| 2005                 | Rússia (2)         | 3 − 2    | França         | París, França                   | Stade Roland Garros             | Terra batuda     |
| 2006                 | Itàlia             | 3 − 2    | Bèlgica        | Charleroi, Bèlgica              | Spiroudome                      | Dura (i)         |
| 2007                 | Rússia (3)         | 4 − 0    | Itàlia         | Moscou, Rússia                  | Luzhniki Palace of Sports       | Dura (i)         |
| 2008                 | Rússia (4)         | 4 − 0    | Espanya        | Madrid, Espanya                 | Club de Campo Villa de Madrid   | Terra batuda     |
| 2009                 | Itàlia (2)         | 4 − 0    | Estats Units   | Reggio Calabria, Itàlia         | Circolo del Tennis              | Terra batuda     |
| 2010                 | Itàlia (3)         | 3 − 1    | Estats Units   | San Diego, EUA                  | San Diego Sports Arena          | Dura (i)         |
| 2011                 | Txèquia            | 3 − 2    | Rússia         | Moscou, Rússia                  | Olimpiski                       | Dura (i)         |
| 2012                 | Txèquia (2)        | 3 − 1    | Sèrbia         | Praga, República Txeca          | O₂ Arena                        | Dura (i)         |
| 2013                 | Itàlia (4)         | 4 − 0    | Rússia         | Càller, Itàlia                  | Tennis Club Cagliari            | Terra batuda     |
| 2014                 | Txèquia (3)        | 3 − 1    | Alemanya       | Praga, República Txeca          | O₂ Arena                        | Dura (i)         |
| 2015                 | Txèquia (4)        | 3 − 2    | Rússia         | Praga, República Txeca          | O₂ Arena                        | Dura (i)         |
| 2016                 | Txèquia (5)        | 3 − 2    | França         | Estrasburg, França              | Rhenus Sport                    | Dura (i)         |
| 2017                 | Estats Units (18)  | 3 − 2    | Belarús        | Minsk, Belarús                  | Chizhovka Arena                 | Dura (i)         |
| 2018                 | Txèquia (6)        | 3 − 0    | Estats Units   | Praga, República Txeca          | O₂ Arena                        | Dura (i)         |
| 2019                 | França (3)         | 3 − 2    | Austràlia      | Perth, Austràlia                | RAC Arena                       | Dura             |
| Billie Jean King Cup |                    |          |                |                                 |                                 |                  |
| 2020-21              | Rússia (5)         | 2 − 0    | Suïssa         | Praga, República Txeca          | O₂ Arena                        | Dura (i)         |
| 2022                 | Suïssa             | 2 − 0    | Austràlia      | Glasgow, Regne Unit             | Emirates Arena                  | Dura (i)         |
| 2023                 | Canadà             | 2 − 0    | Itàlia         | Sevilla, Espanya                | Estadio de La Cartuja           | Dura (i)         |
| 2024                 | Itàlia (5)         | 2 − 0    | Eslovàquia     | Màlaga, Espanya                 | Martín Carpena                  | Dura (i)         |

## Estadístiques
| Títols | País            | Edicions                                                                                                   | Finalista |
| ------ | --------------- | --- | --------- |
| 18     | Estats Units    | 1963, 1966, 1967, 1969, 1976, 1977, 1978, 1979, 1980, 1981, 1982, 1986, 1989, 1990, 1996, 1999, 2000, 2017 | 11        |
| 7      | Austràlia       | 1964, 1965, 1968, 1970, 1971, 1973, 1974                                                                   | 11        |
| 6      | Txèquia1        | 2011, 2012, 2014, 2015, 2016, 2018                                                                         | 0         |
| 5      | Espanya         | 1991, 1993, 1994, 1995, 1998                                                                               | 6         |
| 5      | Rússia3         | 2004, 2005, 2007, 2008, 2020-21                                                                            | 5         |
| 5      | Itàlia          | 2006, 2009, 2010, 2013, 2024                                                                               | 2         |
| 5      | Txecoslovàquia1 | 1975, 1983, 1984, 1985, 1988                                                                               | 1         |
| 3      | França          | 1997, 2003, 2019                                                                                           | 3         |
| 2      | / Alemanya2     | 1987, 1992                                                                                                 | 5         |
| 1      | Suïssa          | 2022 | 2         |
| 1      | / Sud-àfrica    | 1972 | 1         |
| 1      | Bèlgica         | 2001 | 1         |
| 1      | Eslovàquia1     | 2002 | 1         |
| 1      | Canadà          | 2023 | 0         |
| 0      | Regne Unit      | − | 4         |
| 0      | Països Baixos   | − | 2         |
| 0      | Unió Soviètica3 | − | 2         |
| 0      | Belarús3        | − | 1         |
| 0      | Sèrbia          | − | 1         |

| Països desapareguts |

## Història del rànquing
El rànquing de nacions ITF Fed Cup fou creat el desembre de 2002 per establir els caps de sèrie a tots els nivells de la competició, a excepció de les dues nacions finalistes que sempre són les dues primeres caps de sèrie. Es mesura a partir de l'èxit obtingut per totes les nacions participants durant els darrers quatre anys i amb més pes per la temporada més recent. La llista s'actualitza després de cada ronda del Grup Mundial.
| Núm. | País        | Data d'inici           | Data final             | Setmanes | Acumulat |
| ---- | ----------- | ---------------------- | ---------------------- | -------- | -------- |
| 1    | Eslovàquia  | 1 de desembre de 2002  |                        |          |          |
| 2    | França      |                        |                        |          |          |
| 3    | Rússia      |                        | 8 de novembre de 2009  |          |          |
| 4    | Itàlia      | 9 de novembre de 2009  | 22 d'abril de 2012     | 128      | 128      |
| 5    | Txèquia     | 23 d'abril de 2012     | 3 de novembre de 2013  | 80       | 80       |
|      | Itàlia (2)  | 4 de novembre de 2013  | 20 d'abril de 2014     | 24       | 152      |
|      | Txèquia (2) | 21 d'abril de 2014     | 10 de novembre de 2019 | 290      | 370      |
|      | França (2)  | 11 de novembre de 2019 | 5 de desembre de 2021  | 105      | 105      |
| 6    | Austràlia   | 6 de desembre de 2021  | 16 d'abril de 2023     | 71       | 71       |
| 7    | Suïssa      | 17 d'abril de 2023     | 12 de novembre de 2023 | 30       | 30       |
| 8    | Canadà      | 13 de novembre de 2023 | 2 de desembre de 2023  | 55       | 55       |
|      | Itàlia (3)  | 3 de desembre de 2023  | 20 d'abril de 2014     | 1        | 153      |